# Giuseppe Zafarana
Giuseppe Zafarana (Piacenza, 2 maggio 1963) è un generale italiano della Guardia di Finanza, di cui dal 25 maggio 2019 al maggio 2023 ha ricoperto il ruolo di Comandante generale; dal 10 maggio 2023 è Presidente del Consiglio di Amministrazione di Eni.

## Biografia
Nato a Piacenza il 2 maggio 1963, intraprende la carriera militare nel 1981, frequentando l’81º Corso “Osum II”, presso l’Accademia della Guardia di Finanza, che termina nel 1985 col grado di tenente.
Laureato in Giurisprudenza, Scienze Politiche e Scienze della Sicurezza Economica e Finanziaria, ha conseguito presso l’Università Commerciale Luigi Bocconi di Milano il Master di 2º livello in Diritto tributario dell’impresa. Ha frequentato il Corso Superiore di Polizia Tributaria (1995 - 1997) e uno stage di qualificazione negli Stati Uniti d'America sul tema della lotta alla criminalità organizzata.
Entrato in servizio, ha ricoperto numerosi incarichi in Lombardia, Veneto, Lazio, Calabria e Sicilia.
Dal 1985 al 1987 ha comandato la Tenenza di Conegliano Veneto e, in seguito (1987 – 1989), la Compagnia di Lamezia Terme. Successivamente nel biennio 1989 - 1990 è stato Capo della Sezione Addestramento presso il Comando Generale e, successivamente, Ufficiale addetto alla Segreteria e all’Ufficio del Comandante Generale (1990 – 1991); fino al 1995 è stato impiegato presso il Nucleo Centrale di Polizia Tributaria e successivamente presso il Nucleo di Polizia Tributaria di Palermo (1997 – 2000); l'anno successivo ha ricoperto il ruolo di Capo dell’Ufficio Ordinamento del Comando Generale e, in seguito, dell’Ufficio del Comandante Generale (2001 – 2003); dal 2003 al 2008 è stato Comandante Provinciale di Roma; nel biennio 2008 - 2009 riveste il ruolo di Capo Ufficio Personale Ufficiali e successivamente del I Reparto – Personale (2009 – 2013); dal 2013 al 2015 ha ricoperto il ruolo di Comandante dell’Accademia della Guardia di Finanza, istituto di formazione degli Ufficiali del Corpo; tra il 2015 ed il 2016 è Comandante Regionale della Lombardia.
Dal 2016 al 2018 è Capo di Stato Maggiore del Comando Generale della Guardia di Finanza. Dal 2018 al 25 maggio 2019 riveste il ruolo di Comandante Interregionale dell’Italia Centrale.
Dal 25 maggio 2019 fino al maggio 2023 è stato Comandante generale della Guardia di Finanza.
Il 12 aprile 2023 viene indicato dal Consiglio dei Ministri e il 10 maggio 2023 nominato dal Consiglio di Amministrazione quale presidente di Eni.

## Onorificenze

### Onorificenze straniere
Inoltre, è stato insignito delle medaglie per i servizi resi alla NATO nelle operazioni nei Balcani nel 2005 e in relazione all’operazione ISAF in Afghanistan.